# Good Girl Gone Bad
Good Girl Gone Bad è il terzo album in studio della cantante barbadiana Rihanna, pubblicato il 30 maggio 2007 dall'etichetta discografica Def Jam Recordings.
Le sessioni di registrazione dell'album hanno avuto luogo dal mese di ottobre 2006 ad aprile 2007 a Los Angeles; Rihanna ha lavorato con produttori del calibro di Christopher "Tricky" Stewart, Evan Rogers, Carl Sturken, Lene Marlin, Ne-Yo, Stargate e Timbaland. Partendo dalla dancehall, influenza musicale principale dei suoi precedenti album, il disco contiene up-tempo e ballate orientali e si integra molto con la musica pop e dance-pop presenti ugualmente in esso.
È stato ripresentato nell'edizione Reloaded nel giugno del 2008 e in una versione remixata distribuita tra gennaio e febbraio del 2009. Alla sua pubblicazione, l'album ha ricevuto recensioni generalmente positive da parte dei critici musicali e ha guadagnato un Grammy Award come miglior collaborazione con un artista rap per il suo singolo apripista, Umbrella. Inoltre è divenuto il 13º album più venduto del 2007 con 3.2 milioni di copie vendute nel mondo e il settimo più venduto dell'anno seguente con 3.6 milioni di copie vendute nel mondo: in aggiunta ad esse, nel 2009, è stato distribuito un ulteriore milione di unità.

## Descrizione

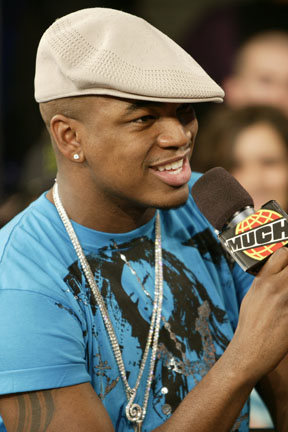
Ne-Yo ha contribuito alla scrittura ed alla produzione di diversi brani nell'album, collaborando vocalmente in Hate That I Love You

È stato pubblicato nel giugno del 2007 dalla Def Jam Records in tutto il mondo. L'album ha ottenuto enorme successo a livello mondiale, ed è rimasto in molte classifiche internazionali per oltre un anno. I singoli che sono stati estratti dall'album sono diventati delle hit in tutto il mondo. Appena pubblicato, l'album ha scalato velocemente le classifiche europee e americane, aggiudicandosi la numero 1 nella classifica britannica degli album, e la numero 2 della Billboard Hot 200 americana, significando così il più grande successo discografico nella carriera della cantante.
Tra i singoli ricordiamo le hit Umbrella, Shut Up and Drive, Don't Stop the Music e Hate That I Love You (in duetto con Ne-Yo, già autore di una delle sue precedenti hit, Unfaithful).
Alcuni brani del disco contengono campionamenti di altri brani del passato: Push Up on Me contiene elementi di Running With the Night di Lionel Richie; Don't Stop the Music contiene elementi di Wanna Be Startin' Somethin' di Michael Jackson; Shut Up and Drive contiene elementi di Blue Monday dei New Order e Say It contiene elementi della canzone Flex.

## Accoglienza
Good Girl Gone Bad ha ricevuto recensioni positive da parte della stampa musicale. Su Metacritic, il sito che assegna punteggi standardizzati su 100 basandosi sulle recensioni di giornalisti professionisti, l'album ha ricevuto un voto di 72/100, basato su 100 recensioni. Uncut ha definito l'album "una fantastica, transatlantica miscela di energia europop, impasto R&B e slancio caraibico". Mentre Quentin B. Huff di PopMatters ha elogiato l'album, per via della audacia e della spigolosità che lo caratterizzano, Kelefa Sanneh di The New York Times ha scritto che il disco sembri essere scientificamente progettato per fornire singoli di successo. Neil Drumming di Entertainment Weekly ha assegnato una B+ all'album dipingendolo come "un emozionante ritorno alla musica prodotta un decennio prima" anche se in tale recensione viene sottolineata l'incapacità dei produttori di costituire adatte ballate sentimentali.

## Tour
In seguito all'uscita dell'album la cantante si è imbarcata in un tour mondiale chiamato The Good Girl Gone Bad Tour. L'evento, iniziato il 15 settembre (cioè tre mesi dopo l'uscita dell'album), consiste in un complesso di oltre ottanta spettacoli distribuiti in cinque diversi continenti. Esso duró fino al gennaio 2009, concludendosi in Città del Messico.
È stato realizzato un DVD del tour, chiamato Good Girl Gone Bad Live, uscito il 13 giugno 2008 in Europa e il 17 giugno nel resto del mondo. Il DVD comprende lo spettacolo alla M.E.N. Arena di Manchester del 6 dicembre 2007 e un documentario del viaggio.

## Tracce

### Edizione standard
1. Umbrella (feat. Jay-Z) – 4:35 (Christopher Stewart, Terius Nash, Kuk Harrell, Shawn Carter)
2. Push Up on Me – 3:15 (J.R. Rotem, Makeba Riddick, Lionel Richie, Cynthia Weil)
3. Don't Stop the Music – 4:27 (Tor Erik Hermansen, Mikkel S. Eriksen, Tawanna Dabney, Michael Jackson)
4. Breakin' Dishes – 3:20 (Christopher Stewart, Terius Nash)
5. Shut Up and Drive – 3:33 (Evan Rogers, Carl Sturken, Stephen Morris, Peter Hook, Bernard Sumner, Gillian Gilbert)
6. Hate That I Love You (feat. Ne-Yo) – 3:39 (Shaffer Smith, Tor Erik Hermansen, Mikkel S. Eriksen)
7. Say It – 4:10 (Makeba Riddick, Quaadir Atkinson, Ewart Brown, Clifton Dillon, Sly Dunbar, Brian Thompson)
8. Sell Me Candy – 2:45 (Terius Nash, Makeba Riddick, Timothy Mosley)
9. Lemme Get That – 3:41 (Terius Nash, Timothy Mosley, Shawn Carter)
10. Rehab (feat. Justin Timberlake) – 4:54 (Justin Timberlake, Timothy Mosley, Hannon Lane)
11. Question Existing – 4:08 (Shaffer Smith, Shea Taylor, Shawn Carter)
12. Good Girl Gone Bad – 3:35 (Shaffer Smith, Tom Erik Hermansen, Mikkel S. Eriksen, Lene Marlin)

Bonus track per il Regno Unito
1. Cry – 3:53 (Mikkel S. Eriksen, Tor Erik Hermansen, Tawanna Dabney)

Bonus track per il Giappone
1. Haunted – 4:09 (Carl Sturken, Evan Rogers)

Solo per gli utenti britannici di iTunes
1. Umbrella (Acoustic) – 4:36 (Cristopher Stewart, Terius Nash, Kuk Harrell, Shawn Carter)

### Good Girl Gone Bad: Deluxe Edition Featuring Dance Remixes

#### CD2
1. Umbrella (feat. Jay-Z) (Seamus Haji & Paul Emanuel Club Remix) – 6:27 (Christopher Stewart, Terius Nash, Kuk Harrell, Jay-Z)
2. Shut Up and Drive (The Wideboys Club Mix) – 6:36 (Evan Rogers, Carl Sturken, Stephen Morris, Peter Hook, Bernard Sumner, Gillian Gilbert)
3. Breakin' Dishes (Soul Seekerz Remix) – 6:04 (Christopher Stewart, Terius Nash)
4. Don't Stop the Music (The Wideboys Club Mix) – 6:37 (Tor Erik Hermansen, Mikkel S. Eriksen, Tawanna Dabney, Michael Jackson)
5. Question Existing (The Wideboys Club Mix) – 6:12 (Shaffer Smith, Shea Taylor, Shawn Carter)
6. Hate That I Love You (feat. Ne-Yo) (K-Klassic Remix) – 7:41 (Shaffer Smith, Tor Erik Hermansen, Mikkel S. Eriksen)
7. Push Up on Me (Moto Blanco Club Mix) – 6:37 (J.R. Rotem, Makeba Riddick, Lionel Richie, Cynthia Weil)
8. Good Girl Gone Bad (Soul Seekerz Remix) – 6:35 (Shaffer Smith, Tor Erik Hermansen, Mikkel S. Eriksen, Lene Marlin)
9. Haunted (Steve Mac Classic Mix) – 6:25 (Evan Rogers, Carl Sturken)
10. Say It (Soul Seekerz Remix) – 5:48 (Makeba Riddick, Quaadir Atkinson, Ewart Brown, Clifton Dillon, Sly Dunbar, Brian Thompson)
11. Cry (Steve Mac Klassic Mix) – 7:23 (Mikkel S. Eriksen, Tor Erik Hermansen, Tawanna Dabney)
12. SOS (Digital Dog Remix) – 6:23 (J.D. Rotem, Evan Bogart, Ed Cobb)

#### DVD
1. Documentary "Behind the Scenes"
2. Breakin' Dishes (Live)
3. Push Up on Me (Live)
4. Hate That I Love You (Live)
5. Unfaithful (Live)

## Good Girl Gone Bad: Reloaded
È stata pubblicata una ri-edizione dell'album intitolata Good Girl Gone Bad: Reloaded il 2 giugno 2008, un anno dopo la pubblicazione della versione originale. 

### Descrizione
Il disco, generalmente accolto positivamente dalla critica, contiene oltre alle tracce dell'edizione originale tre nuove canzoni: Take a Bow, il brano If I Never See Your Face Again in duetto con i Maroon 5 e Disturbia. In un comunicato ufficiale da parte della Def Jam, è stato annunciato che una canzone dal titolo Hatin 'On The Club, scritta da The-Dream e prodotta da Christopher "Tricky" Stewart, sarebbe dovuta essere inclusa. Alla fine, comunque, per ragioni sconosciute, è stata rimossa dalla tracklist. Anche queste nuove canzoni sono state estratte come singoli e sono diventate delle hit; le sovracitate Take a Bow e Disturbia, ad esempio, hanno regalato alla cantante rispettivamente la sua terza e quarta numero uno negli Stati Uniti. La versione Reloaded ha generato una vendita di 2,5 milioni di copie in tutto il mondo.

### Tracce
1. Umbrella (feat. Jay-Z) – 4:35
2. Push Up on Me – 3:15
3. Don't Stop the Music – 4:27
4. Breakin' Dishes – 3:20
5. Shut Up and Drive – 3:33
6. Hate That I Love You (feat. Ne-Yo) – 3:39
7. Say It – 4:10
8. Sell Me Candy – 2:45
9. Lemme Get That – 3:41
10. Rehab (feat. Justin Timberlake) – 4:54
11. Question Existing – 4:08
12. Good Girl Gone Bad – 3:35
13. Disturbia – 3:58 (Brian Seals, Chris Brown, Robert Allen, Andre Merritt)
14. Take a Bow – 3:49 (Shaffer Smith, Mikkel S. Eriksen, Tor Erik Hermansen)
15. If I Never See Your Face Again (Maroon 5 feat. Rihanna) – 3:18 (Adam Levine, James Valentine)

Bonus track per l'Asia
1. Hate That I Love You (feat. Hins Cheung) (Cantonese Version) – 3:41
2. Hate That I Love You (feat. Hins Cheung) (Mandarin Version) – 3:43

Edizione britannica
1. Cry – 3:53 (Mikkel S. Eriksen, Tor Erik Hermansen, Tawanna Dabney)
2. Disturbia – 3:58
3. Take a Bow – 3:49
4. If I Never See Your Face Again (Maroon 5 feat. Rihanna) – 3:18

Edizione per l'America Latina
1. Hate That I Love You (feat. David Bisbal) (Spanglish version) – 3:39
2. Disturbia – 3:58
3. Take a Bow – 3:49
4. If I Never See Your Face Again (Maroon 5 feat. Rihanna) – 3:18

### Date di pubblicazione
| Paese       | Data           | Etichetta |
| ----------- | -------------- | --------- |
| Messico     | 26 maggio 2008 | Def Jam   |
| Regno Unito | 2 giugno 2008  | Def Jam   |
| Europa      | 13 giugno 2008 | Universal |
| Australia   | 14 giugno 2008 | Def Jam   |
| Stati Uniti | 17 giugno 2008 | Def Jam   |

## Successo commerciale
Si tratta del disco di maggior successo commerciale della carriera di Rihanna, grazie a oltre 13 500 000 di copie distribuite mondialmente fino al novembre 2009 e 1 500 000 copie aggiuntive fino al 2015 per un totale complessivo di oltre 15 000 000 di unità.
L'album ha avuto un eccellente riscontro in termini di vendite nel mercato statunitense: esso ha debuttato al secondo posto della Billboard 200 con una vendita pari a 162 000 copie distribuite nella prima settimana di presenza. Tuttavia, la settimana seguente Good Girl Gone Bad perde cinque posizioni subendo un calo del 50% (81 000 copie). Grazie alla pubblicazione della ristampa, avvenuta un anno dopo, avviene che l'album scala nuovamente le classifiche: dalla 124ª posizione balza direttamente alla 7ª grazie ad un utile di 63 000 unità. Nel 2013 ha conseguito il quintuplo disco di platino per la vendita complessiva di oltre 5 000 000 copie.
Analogo destino ha ricevuto in gran parte dell'Europa. Nel Regno Unito ha fatto sì che la cantante barbadiana esordisse per la prima volta nella sua carriera in vetta alla Official Charts Company riuscendosi a mantenere nelle classifiche per 177 settimane. Nel 2011 l'album è rientrato in top 20 conseguendo infatti il 16º posto della R&B Chart. È stato certificato sestuplo disco di platino dalla BPI a fronte di una vendita complessiva pari a oltre 1 800 000 copie. Si è piazzato alla numero 10 sull'elenco britannico d'album di fine anno e alla numero sei l'anno successivo. A partire dal marzo 2015, Good Girl Gone Bad rientra al 46º posto fra gli album più venduti del millennio nel territorio britannico. È anche divenuto il miglior disco della cantante in quanto a copie vendute in Italia, che attualmente si attestano ad oltre 80 000. Nonostante ciò, la posizione massima che l'album è riuscito a raggiungere nel suddetto Paese è stata la ventunesima. Pertanto, la causa del gran numero di vendite è da attribuire alla lunga permanenza nella classifica italiana, la più duratura per un album pubblicato dall'artista finora: è inoltre il primo album di Rihanna a raggiungere in Italia la certificazione di platino.

## Classifiche

### Classifiche settimanali
| Classifica (2007) | Posizione massima |
| ----------------- | ----------------- |
| Australia         | 2                 |
| Austria           | 3                 |
| Belgio (Fiandre)  | 9                 |
| Belgio (Vallonia) | 9                 |
| Canada            | 1                 |
| Danimarca         | 2                 |
| Finlandia         | 7                 |
| Francia           | 8                 |
| Germania          | 4                 |
| Giappone          | 7                 |
| Irlanda           | 1                 |
| Italia            | 21                |
| Norvegia          | 3                 |
| Nuova Zelanda     | 4                 |
| Paesi Bassi       | 20                |
| Polonia           | 3                 |
| Portogallo        | 24                |
| Regno Unito       | 1                 |
| Spagna            | 9                 |
| Stati Uniti       | 2                 |
| Svezia            | 18                |
| Svizzera          | 1                 |
| Ungheria          | 4                 |

### Classifiche di fine anno
| Classifica (2007) | Posizione |
| ----------------- | --------- |
| Australia         | 31        |
| Austria           | 17        |
| Belgio (Fiandre)  | 17        |
| Belgio (Vallonia) | 25        |
| Francia           | 41        |
| Germania          | 19        |
| Irlanda           | 11        |
| Italia            | 76        |
| Paesi Bassi       | 47        |
| Regno Unito       | 10        |
| Stati Uniti       | 57        |
| Svizzera          | 8         |
| Ungheria          | 21        |
| Classifica (2008) | Posizione |
| Australia         | 9         |
| Austria           | 47        |
| Belgio (Fiandre)  | 30        |
| Belgio (Vallonia) | 32        |
| Canada            | 8         |
| Francia           | 44        |
| Germania          | 24        |
| Irlanda           | 8         |
| Italia            | 57        |
| Paesi Bassi       | 56        |
| Regno Unito       | 6         |
| Stati Uniti       | 21        |
| Svizzera          | 25        |
| Ungheria          | 83        |
| Classifica (2009) | Posizione |
| Germania          | 95        |
| Regno Unito       | 63        |
| Stati Uniti       | 70        |
| Classifica (2011) | Posizione |
| Regno Unito       | 87        |
| Classifica (2019) | Posizione |
| Belgio (Fiandre)  | 160       |
| Classifica (2020) | Posizione |
| Belgio (Fiandre)  | 122       |
| Classifica (2021) | Posizione |
| Belgio (Fiandre)  | 79        |
| Danimarca         | 84        |
| Svezia            | 81        |
| Classifica (2022) | Posizione |
| Belgio (Fiandre)  | 100       |
| Danimarca         | 88        |
| Svezia            | 87        |
| Classifica (2023) | Posizione |
| Islanda           | 86        |
| Classifica (2024) | Posizione |
| Portogallo        | 88        |
| Ungheria          | 61        |